# Cronologia dei primi casi di AIDS
Questa è la lista di tutti i casi di AIDS il cui decesso sia avvenuto prima del 5 giugno 1981 (data dell'emanazione del primo bollettino del CDC riguardo l'epidemia) o la cui infezione o manifestazione dei sintomi tipici sia avvenuta prima di tale data.
Sebbene la lista possa essere aggiornata in futuro, è altamente improbabile che si possano scoprire nuovi casi a posteriori, visto anche il calo generale di interesse per tale sindrome.

## Contesto
I virus HIV-1 e HIV-2 (specifico per l'Africa) derivano dal virus delle scimmie SIV. In particolare l'HIV-1 del gruppo M, responsabile di praticamente tutti i casi di infezione al di fuori dell'Africa, sembra che si sia originato nel Congo belga, soprattutto nell'odierna capitale Kinshasa.

## Cronologia
- Richard Edwin Graves Jr. - un veterano della seconda guerra mondiale che si trovava di stanza nelle Isole Salomone, morto il 26 luglio 1952 a Memphis per pneumocistosi da Pneumocystis carinii (PCP) e infezione da Cytomegalovirus (CMV). Per alcuni autori si tratterebbe di un primo caso di AIDS, date le infezioni opportunistiche occorse.[4]

I ricercatori cominciano già durante gli anni 1950 a segnalare diversi casi strani di pneumocistosi e infezioni da Cytomegalovirus, sia nei neonati che negli adulti.
- Caso XR59 - Primo campione del 1959 di sangue infetto da HIV-1, da un adulto di etnia Bantu di Kinshasa affetto anche da tratto drepanocitico e G6PD-carenza (non è noto se abbia sviluppato l'AIDS e se sia morto a causa di ciò)[6];
- Ardouin Antonio - un haitiano emigrato negli Stati Uniti nel 1927 e stabilitosi a New York, morto il 28 giugno 1959 a 48 anni di età di un raro tipo di polmonite[7];
- David Carr - Un tipografo britannico di Manchester (all'epoca riportato erroneamente come marinaio) morto il 31 agosto 1959 a causa del collasso misterioso del suo sistema immunitario con una polmonite da pneumocistosi[7]; sebbene sia stato storicamente identificato come il "primo paziente" della pandemia, alcune ricerche negli anni '90 ne misero in dubbio la causa della sua morte.[8] I medici all'epoca rimasero sconvolti per l'inspiegabilità della sua morte;
- Caso DRC60 - Un campione del 1960 (testato nel 2008) di una biopsia di linfonodo di una donna congolese dell'odierna Kinshasa morta quell'anno è un secondo caso documentato di infezione HIV-1; A posteriori si comprese che l'88% del materiale genetico del virus del caso DRC60 fosse uguale a quello del caso XR59, che essi sono attualmente i campioni di HIV-1 filogeneticamente più "antichi" e che al 1960 nella zona di Kinshasa il virus avesse già una diversità genetica elevata;[9]
- Caso congolese del 1966 - Una biopsia di un linfonodo di un uomo congolese di 38 anni è stata recentemente studiata, trovandovi materiale genetico del virus HIV;[10]
- Caso probabile di Miami del 1966 - Una donna nera di Miami di 50 anni muore a Miami dopo tre mesi di progressiva debolezza, febbre e perdita di peso, incluso il Sarcoma di Kaposi, ma senza apparente immunodeficienza;[7]
- Caso probabile di Columbus del 1966 - Un uomo nero di 54 anni e malato di Sarcoma di Kaposi viene ammesso al St. Anthony Hospital di Columbus, negli Stati Uniti;[7]
- Robert R. - Un afroamericano di Saint Louis muore a 16 anni il 15 maggio 1969, dopo aver mostrato i primi sintomi all'inizio del 1967 di quella che sarebbe stata poi identificata vent'anni dopo come AIDS. Viene ricordato come la prima vittima dell'epidemia negli Stati Uniti.
- Casi probabili dell'Uganda del 1972-1973 - Campioni di sangue di 75 bambini vengono prelevati per uno studio sul linfoma di Burkitt; nel 1985 un ulteriore studio identifica in due terzi degli stessi gli anticorpi compatibili con un virus HIV-equivalente;[11]
- Caso probabile di New York del 1975 - La polmonite PCP è diagnosticata in un neonato nero di 7 mesi al Kings County Hospital di New York;[7]
- Arvid Noe - Marinaio norvegese morto il 24 aprile 1976 in Norvegia, dopo aver viaggiato in Africa nella prima metà degli anni '60 e aver sviluppato i primi sintomi dal 1966. Viene ricordato come la prima vittima ad aver contratto l'HIV e ad esserne morta al di fuori degli Stati Uniti (anche la moglie e la figlia terzogenita morirono lo stesso anno a causa degli stessi sintomi);

Nel luglio 1976 si festeggia il bicentenario dell'indipendenza degli Stati Uniti: per l'occasione arrivano in America molti viaggiatori da tutto il mondo e secondo alcuni ricercatori ciò avrebbe nettamente favorito la creazione di masse critiche di persone infette da HIV nelle principali città statunitensi (tesi anche di Randy Shilts, autore del best-seller del 1987 sull'AIDS And the Band Played On). Nel corso degli anni '70 si scatena a New York una strana 'influenza' che comportava polmonite PCP (ribattezzata all'epoca come "junkie flu" o "the dwindles"). Nel 1977, inoltre, vengono trovate le prime evidenze di quella che poi sarebbe stata identificata come infezione HIV-1 in tre neonati con sintomatologia da AIDS, suggerendo una penetrazione del virus nella città già nel 1975-1976 o anche prima.
- Grethe Rask - Un medico danese muore il 12 dicembre 1977 di polmonite PCP e altre infezioni opportunistiche, dopo essere stata in Congo negli anni '60 e '70 e aver sviluppato i primi sintomi nel tardo 1974;
- Caso di Londra del 1978 - Un portoghese viene curato presso l'Hospital for Tropical Diseases di Londra finché non muore di AIDS: è il primo caso di infezione da HIV-2, contratta molto probabilmente durante la sua permanenza in Guinea-Bissau tra il 1956 e il 1966;[16]
- Herbert Heinrich - Un violinista tedesco morto nel 1979 in Germania: uno studio di 10 anni dopo lo troverà positivo all'HIV;[17]
- Caso probabile di New York del 1979 - A un uomo bianco omosessuale di 44 anni è diagnosticato il Sarcoma di Kaposi a New York;[7]

A partire dall'anno 1980 cominciano a presentarsi presso gli ospedali di New York, Los Angeles e San Francisco sempre più persone con Sarcoma di Kaposi, polmoniti PCP e altre infezioni opportunistiche, portando infine il CDC di Atlanta a diramare nel giugno 1981 il primo bollettino ufficiale su questa sindrome dell'immunodeficienza acquisita.